# Kaminaljuyú

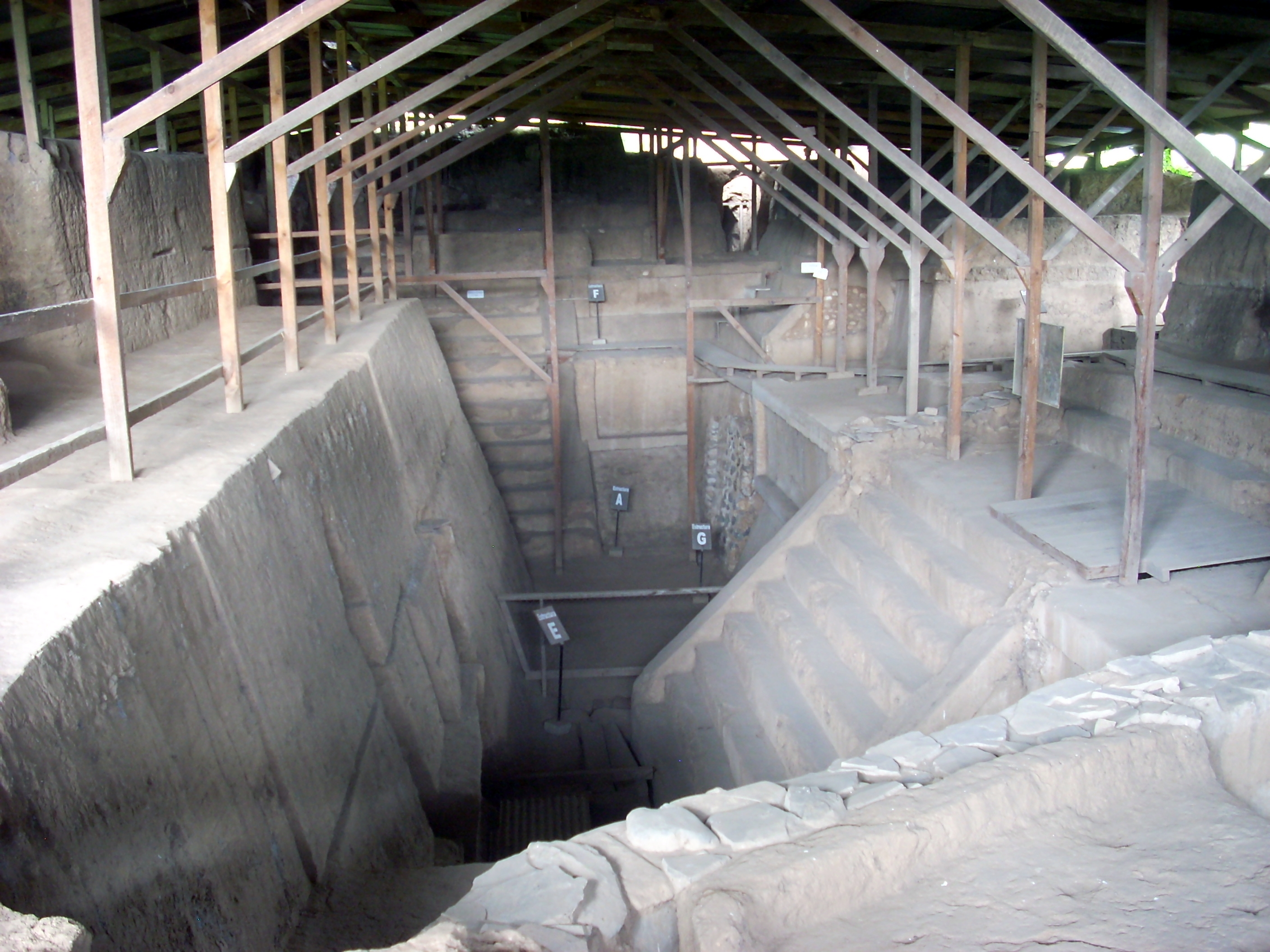
En utgrävd och skyddad del av Acropolis.

Kaminaljuyú och andra förklassiska fyndplatser.

Kaminaljuyú är en förspansk arkeologisk lokal som huvudsakligen var bebodd av Mayakulturen från 1500 f.Kr. till 1200-talet. Kaminaljuyú har beskrivits som en av de mest storslagna av alla arkeologiska fyndplatser i Nya Världen av mayanisten Michael Coe, även om lämningarna i dag, endast ett fåtal kullar, är långt mindre imponerande än andra mer välbesökta Mayaruiner. De kända delarna av Kaminaljuyú ligger på en bred platå nedanför den västra tredjedelen av det moderna Guatemala City. Omgivningen är vulkanisk på en höjd runt 2000 m över havet, med tempererat klimat och bördig jord rik på vulkanisk tuff.
När platsen första gången kartlades vetenskapligt (av E.M. Shook under ett 20-tal år från 1930-talet), utgjorde den 200 plattformar och pyramidala kullar, av vilka åtminstone hälften var tillkomna före den förklassiska periodens slut runt år 250. Det debatteras fortfarande om storlek, skala och i vilken grad den omfattade såväl närmaste Guatemaladalen som det Södra Mayaområdet som ekonomisk och politisk entitet.
Kaminaljuyús område åts till stor del upp av fastighetstillväxten på det sena 1900-talet, fastän en del av den klassiska periodens centrala Kaminaljuyú finns bevarat som park. Återstående resters tillstånd beror dock inte bara på närheten till den växande storstaden, utan även på att den antika arkitekturen var byggd av hårdnad adobe, mer förgängligt än den kalksten som användes i andra mayacentra. Därför kommer Kaminaljuyús verkliga storlek och skala troligen aldrig att bli känd.
Dagsläget och den pågående förstörelsen av arkeologiskt sammanhang understryker de många mysterier, utöver storlek och skala, som troligen kommer att förbli obesvarade om Kaminaljuyú. Dessa frågor ställs främst om stadens roll som den största av Södra Mayaområdets (SMA) i förklassisk tid, särskilt under "Miraflores"-perioden cirka 400–100 f.Kr., som länge, utifrån rikliga belägg, ansetts bära fröet till mayakulturens blomstrande utveckling.